# امریس
امریس (انگلیسی: Imerys) شرکت استخراج معدن فرانسوی است، که در سال ۱۸۸۰ تأسیس شد.